# Cesar Mazariegos
Cesar Mazariegos je americký scenárista a producent.
Pochází z Washingtonu, D.C., a je absolventem Duke Ellington School of the Arts a Newyorské univerzity. Je autorem a vedoucím producentem webového seriálu High & Mighty, který měl premiéru na filmovém festivalu Sundance v roce 2018. Před prací na audiovizuální tvorbě pracoval v márnici, kde rovnal kravaty zesnulých. Napsal epizodu Corvus Vale amerického dramatického seriálu Mistr iluze. Napsal několik dílů seriálu Simpsonovi, v jejichž epizodě Pít, či nepít nadaboval postavu Grampa Baby.

## Scenáristická filmografieSimpsonových
32. řada
- Já, Carambus

33. řada
- Seriózní Flanders – 1. část
- Seriózní Flanders – 2. část

Připravovaný díl
- Not It